# Terrasovoe
Terrasovoe är en sjö i Antarktis. Den ligger i Östantarktis. Australien gör anspråk på området. Terrasovoe ligger 173 meter över havet.